# Bandera de Ondárroa
La Bandera de Ondárroa (Ondarroako Bandera en euskera) es una competición anual de remo, de la especialidad de traineras, que tiene lugar en Ondárroa (Vizcaya) desde el año 1983 en categoría masculina y desde 2014 en femenina. Está organizada por el Club de Remo Ondárroa y patrocinada por Cikautxo, empresa integrada en la Corporación Mondragón. Es puntuable para las ligas ARC o ACT, en categoría masculina, y ligas ETE y ACT femenina.

## Categoría masculina

### Historial
| Edición | Año  | Ganador                 | Segundo              | Tercero                 |
| ------- | ---- | ----------------------- | -------------------- | ----------------------- |
| I       | 1983 | San Juan                | Fuenterrabía         | Ondárroa                |
| II      | 1984 | Mundaca                 | San Juan             | Fuenterrabía            |
| III     | 1985 | Kaiku                   | San Sebastián        | Algorta                 |
| IV      | 1986 | San Juan                | Zumaya               | Isuntza                 |
| V       | 1987 | Zumaya                  | Ciérvana             | Castro                  |
|         | 1988 | no disputada            | no disputada         | no disputada            |
| VI      | 1989 | Ur-Kirolak              | Zumaya               | Ciérvana                |
|         | 1990 | no disputada            | no disputada         | no disputada            |
| VII     | 1991 | Arkote-Bermeo           | San Juan             | San Pedro B             |
| VIII    | 1992 | San Pedro               | Ur-Kirolak           | Koxtape                 |
| IX      | 1993 | Santurce                | Ondárroa             | San Pedro B             |
| X       | 1994 | Ondárroa                | Bermeo               | Ciérvana                |
| XI      | 1995 | Ondárroa                | Orio B               | San Pedro B             |
| XII     | 1996 | Orio                    | San Pedro            | Ondárroa                |
| XIII    | 1997 | Kaiku                   | Ondárroa             | Santurce                |
| XIV     | 1998 | Guetaria                | Elanchove            | Castro                  |
| XV      | 1999 | Astillero               | Orio                 | Castro                  |
| XVI     | 2000 | San Juan                | Castro               | Isuntza                 |
| XVII    | 2001 | Castro                  | Orio                 | Zumaya                  |
| XVIII   | 2002 | Castro                  | Orio                 | San Juan                |
| XIX     | 2003 | Zumaya                  | Santurce             | Ondárroa                |
| XX      | 2004 | Donostia Arraun Lagunak | Kaiku                | Zarauz                  |
| XXI     | 2005 | Zumaya                  | Zarauz               | Ciérvana                |
| XXII    | 2006 | Guetaria                | Ondárroa             | Donostia Arraun Lagunak |
| XXIII   | 2007 | Guetaria                | Camargo              | Kaiku                   |
| XXIV    | 2008 | Kaiku                   | Isuntza              | Camargo                 |
| XXV     | 2009 | Astillero               | Koxtape              | Orio B                  |
| XXVI    | 2010 | Zumaya B                | Santoña              | Portugalete             |
| XXVII   | 2011 | Busturialdea            | Guetaria             | Ondárroa                |
| XXVIII  | 2012 | Orio                    | Santurce             | Lekittarra (Isuntza)    |
| XXIX    | 2013 | Lekittarra (Isuntza)    | Ciérvana             | Santurce                |
| XXX     | 2014 | Guetaria                | Lekittarra (Isuntza) | Ondárroa                |
| XXXI    | 2015 | Pedreña                 | Ondárroa             | Orio B                  |
| XXXII   | 2016 | Ondárroa                | Guetaria             | Donostiarra             |
| XXXIII  | 2017 | Urdabai                 | Fuenterrabía         | Orio                    |
| XXXIV   | 2018 | Ciérvana                | Orio                 | Fuenterrabía            |
| XXXV    | 2019 | Fuenterrabía            | Santurce             | Ciérvana                |
| XXXVI   | 2020 | Ciérvana                | Orio                 | Donostiarra             |
| XXXVII  | 2021 | Ciérvana                | Donostiarra          | Fuenterrabía            |
| XXXVIII | 2022 | Ondárroa                | Cabo de Cruz         | Urdabai                 |
| XXXIX   | 2023 | Orio                    | Lekittarra           | Fuenterrabía            |
| XL      | 2024 | Getaria                 | Orio                 | Ondárroa                |
| XLI     | 2025 | Bandera de ?            | Bandera de ?         | Bandera de ?            |

### Palmarés
| Victorias | Club                    | Años                         |
| --------- | ----------------------- | ---------------------------- |
| 5         | Guetaria                | 1998, 2006, 2007, 2014, 2024 |
| 4         | Zumaya                  | 1987, 2003, 2005, 2010       |
| 4         | Ondárroa                | 1994, 1995, 2016, 2022       |
| 3         | San Juan                | 1983, 1986, 2000             |
| 3         | Kaiku                   | 1985, 1997, 2008             |
| 3         | Ciérvana                | 2018, 2020, 2021             |
| 3         | Orio                    | 1996, 2012, 2023             |
| 2         | Astillero               | 1999, 2009                   |
| 2         | Castro                  | 2001, 2002                   |
| 1         | Mundaca                 | 1984                         |
| 1         | Ur-Kirolak              | 1989                         |
| 1         | Arkote-Bermeo           | 1991                         |
| 1         | San Pedro               | 1992                         |
| 1         | Santurce                | 1993                         |
| 1         | Guetaria                | 1998                         |
| 1         | Donostia Arraun Lagunak | 2004                         |
| 1         | Busturialdea            | 2011                         |
| 1         | Lekittarra (Isuntza)    | 2013                         |
| 1         | Pedreña                 | 2015                         |
| 1         | Urdabai                 | 2017                         |
| 1         | Fuenterrabía            | 2019                         |

## Categoría femenina

### Ligas Guipuzcoana y ETE

#### Historial
| Edición | Año  | Ganador      | Segundo  | Tercero  |
| ------- | ---- | ------------ | -------- | -------- |
| XXX     | 2014 | San Juan     | Zumaya   | Orio     |
| XXXI    | 2015 | Hibaika      | Zumaya   | Orio     |
| XXXII   | 2016 | San Juan     | Orio     | Hibaika  |
| XXXIII  | 2017 | San Juan     | Orio     | Hibaika  |
| XXXIV   | 2018 | Donostiarra  | Hibaika  | Tolosa   |
| XXXV    | 2019 | Hibaika      | San Juan | Zumaya   |
| XXXVI   | 2020 | Tolosa       | Zumaya   | Ondárroa |
| XXXVII  | 2021 | Tolosa       | Deusto   | Hibaika  |
| XXXVIII | 2022 | Fuenterrabía | Hibaika  | Zumaya   |

#### Palmarés
| Victorias | Club         | Años             |
| --------- | ------------ | ---------------- |
| 3         | San Juan     | 2014, 2016, 2017 |
| 2         | Hibaika      | 2015, 2019       |
| 2         | Tolosa       | 2020, 2021       |
| 1         | Donostiarra  | 2018             |
| 1         | Fuenterrabía | 2022             |

### Liga ACT femenina

#### Historial
| Edición | Año  | Ganador                 | Segundo                 | Tercero                 |
| ------- | ---- | ----------------------- | ----------------------- | ----------------------- |
| I       | 2018 | Donostia Arraun Lagunak | Orio                    | San Juan                |
| II      | 2019 | Orio                    | Donostia Arraun Lagunak | Fuenterrabía            |
| III     | 2020 | Orio                    | Donostiarra             | Donostia Arraun Lagunak |
|         | 2021 | no disputada            | no disputada            | no disputada            |
| IV      | 2022 | Orio                    | Donostia Arraun Lagunak | Donostiarra             |

#### Palmarés
| Victorias | Club                    | Años             |
| --------- | ----------------------- | ---------------- |
| 3         | Orio                    | 2019, 2020, 2022 |
| 1         | Donostia Arraun Lagunak | 2018             |